# Alessandro Canino (album)
Alessandro Canino è il primo album dell'omonimo cantante italiano, pubblicato dalla Fonit Cetra nel 1992.
L'album contiene il brano Brutta, presentato al 42º Festival di Sanremo. Il brano Le ragazze al sole vede ai cori una giovane Irene Grandi.
Tra gli altri brani: Scappiamo via insieme, E la vita non va e Piccolo fiore.
Alcuni mesi dopo la pubblicazione del disco, Canino vince il Telegatto come "rivelazione musicale dell'anno".

## Tracce
1. Piccolo Fiore (Prelude)
2. Brutta
3. Scappiamo Via Insieme
4. Voi
5. Le Ragazze Al Sole
6. E La Vita Non Va
7. Con L'Aiuto Degli Amici
8. Caro Piccolo Amico
9. Vieni Al Cinema
10. Piccolo Fiore

## Formazione
- Alessandro Canino – voce
- Riccardo Galardini – chitarra
- Massimo Pacciani – batteria, percussioni
- Cesare Chiodo – basso
- Bruno Zucchetti – tastiera, programmazione, pianoforte
- Francesca Balestracci, Irene Grandi, Massimo Rastrelli, Agostino Penna, Daniela Di Piazza, Vincenzo Vinci – cori